# 組織的怠業
組織的怠業とは企業内において従業員が個人的ではなく、組織全体で怠けるようになるという問題。これは単に従業員が怠け者であったからではなく、企業の経営に問題があるために起きている。20世紀初頭のアメリカ合衆国の企業では出来高給制度が取られていた。この出来高給制度というのは従業員の基準仕事量が科学的にではなく、経験者の経験や勘から定められる。そして出来高給制度というのは出来高が高くなれば高くなるほど従業員の賃金が増大し、人件費の負担が大きくなる。また企業が機械を導入することにより出来高が更に増大し人件費の負担が大きくなる。そこで企業は人件費の負担を減らすために出来高給の単価を減らすという行動に出た結果、従業員は働きすぎると賃金が下がると考えるようになり組織的怠業が行われるようになった。これに対してフレデリック・テイラーが科学的管理法を提唱し、多くの企業がこれを用いた結果、組織的怠業は克服された。